# 푸른색 연
푸른색 연(The Blue Kite)은 중국인에서 제작된 톈좡좡 감독의 1993년 드라마 영화이다. 여려평 등이 주연으로 출연하였다.

## 출연

### 주연
- 여려평
- 이설건
- 역천

## 같이 보기
- 금지 영화 목록